# Jeu télévisé
 (janvier 2014).
Si vous disposez d'ouvrages ou d'articles de référence ou si vous connaissez des sites web de qualité traitant du thème abordé ici, merci de compléter l'article en donnant les références utiles à sa vérifiabilité et en les liant à la section « Notes et références ».

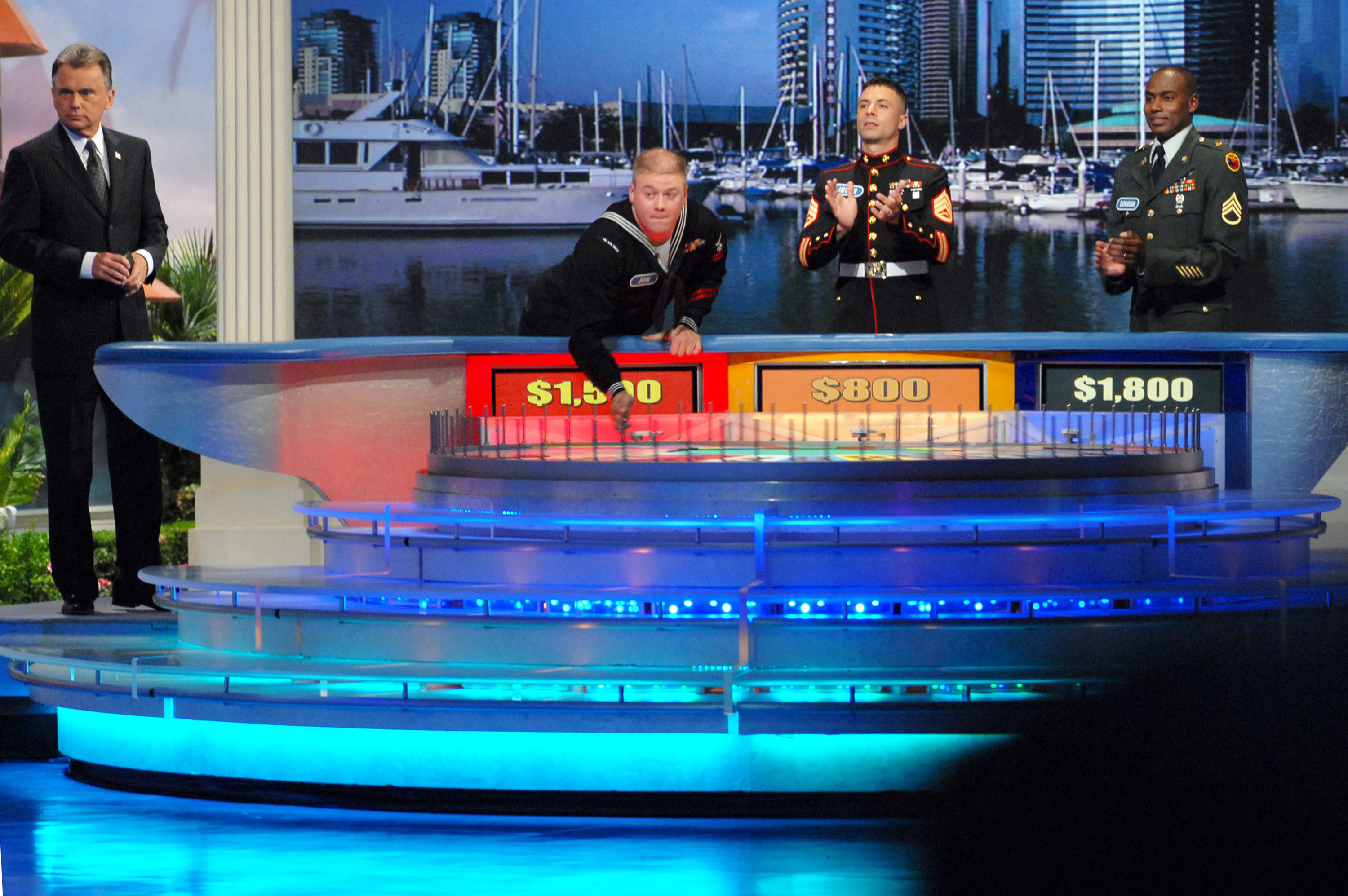
Un membre de l'armée américaine faisant tourner La Roue de la fortune lors d'une émission spéciale en 2007.

Un jeu télévisé est une émission de télévision où des candidats, personnes provenant du public ou célébrités, individuellement ou en équipe, subissent des épreuves, en vue de gagner un prix.
Les premiers jeux télévisés ont été des jeux de culture générale, inspirés des jeux radiophoniques, mettant à l’épreuve les connaissances et la rapidité des participants.
Les jeux télévisés attirent un large public et sont généralement sponsorisés par des annonceurs. Depuis les années 1990, ils sont également financés par les appels téléphoniques surtaxés des téléspectateurs, un modèle économique qui a renforcé leur rentabilité.
La télé-réalité est considérée comme une des évolutions récentes du jeu télévisé.

## Les différentes formes de jeux télévisés
Les jeux télévisés sont basés sur une ou plusieurs de ces formes de jeux :
- Les quiz

Les questions posées sont de formes très diverses (comme le QCM), et touchent à des domaines très différents du savoir : cela va de la culture générale aux questions de spécialistes en passant par les quiz musicaux (Don't Forget the Lyrics !, Singing Bee, RocKwiz, Music Family...)
- Les épreuves physiques

Les candidats doivent relever des défis physiques.
Basés sur l'esprit de compétitivité, Intervilles et Fort Boyard ont été adaptés dans plusieurs pays.
Le Japon produit beaucoup de jeux basés sur des épreuves très physiques, certaines basées sur le sadisme des téléspectateurs :
Takeshi's Castle, Ninja Warrior, Downtown no gaki no tsukai ya arahende!! (Chut, chut, chut  en France, Silent Library aux États-Unis).
Au début des années 2000, Endemol a créé un format basé les peurs et les phobies des candidats : Fear Factor (en).
Les jeux d'aventure tels que Survivor ou Pékin Express mélangent des épreuves physiques avec des éléments de télé-réalité.
- Les jeux de logique, de déduction, de calcul
- Les jeux autour des mots et du langage
- Les jeux de hasard
- Les jeux autour des relations amoureuses

Ces jeux sont basés sur des rencontres entre célibataires (The Dating Game, Tournez manège en France) ou font jouer des couples (The Newlywed Game, Les Z'amours en France).
Beaucoup d'émissions de télé-réalité sont basés sur la composition de couples : The Bachelor, Next, L'Île de la tentation...
- Les concours

Ces jeux ont pour but de désigner un gagnant dans un domaine particulier : la chanson (Popstars, Pop Idol, Star Academy), la cuisine (Top Chef, MasterChef), la boxe (The Contender), la danse (Dancing with the Stars), l'artisanat (Espoir de l'année).
La télé-réalité est plus ou moins présente dans ces programmes.

## Les jeux internationaux
| Version originale                  | Date de création | Pays                   | Version française                                                       | Date d'adaptation | Chaîne française | Autre(s) version(s)                                                                  |
| ---------------------------------- | ---------------- | ---------------------- | ----------------------------------------------------------------------- | ----------------- | ---------------- | ------------------------------------------------------------------------------------ |
| Are You Smarter Than a 5th Grader? | 2006             | États-Unis             | Êtes-vous plus fort qu'un élève de 10 ans ?                             | 2007              | M6               | La classe de 5e (Québec), Êtes-vous plus malin qu'un enfant de primaire ? (Belgique) |
| Beat the Clock                     | 1950             | États-Unis             |                                                                         |                   |                  |                                                                                      |
| Deal or No Deal                    | 2000             | Pays-Bas               | À prendre ou à laisser                                                  | 2004              | TF1              | Le Banquier (Québec)                                                                 |
| Don't Forget the Lyrics !          | 2007             | États-Unis             | N'oubliez pas les paroles                                               | 2007              | France 2         |                                                                                      |
| Duel                               | 2007             | États-Unis Royaume-Uni | Le 4e duel                                                              | 2008              | France 2         |                                                                                      |
| Eén tegen 100                      | 2001             | Pays-Bas               | 1 contre 100 Au pied du mur !                                           | 2007 2012         | TF1              | 1 vs 100 (États-Unis et Royaume-Uni)                                                 |
| El Legado                          | 2002             | Argentine              | Crésus Les Douze Coups de Midi                                          | 2005 2010         | TF1              | L'Eredità (Italie)                                                                   |
| Family Feud                        | 1976             | États-Unis             | Une famille en or                                                       | 1990              | TF1              | La Guerre des clans (Québec)                                                         |
| Fort Boyard                        | 1990             | France                 | Fort Boyard                                                             | 1990              | France 2         |                                                                                      |
| Going for Gold                     | 1987             | Royaume-Uni            | Questions pour un champion                                              | 1988              | France 3         |                                                                                      |
| HaKasefet                          | 2000             | Israël                 | Le Coffre                                                               | 2002              | France 2         | The Vault (Royaume-Uni)                                                              |
| Intervilles                        | 1962             | France                 | Intervilles                                                             | 1962              | France 2         | Deutschland Champions (Allemagne)                                                    |
| Jeopardy!                          | 1964             | États-Unis             | Jeopardy!                                                               | 1988              | TF1              |                                                                                      |
| Let's Make a Deal                  | 1963             | États-Unis             | Le Bigdil                                                               | 1998              | TF1              |                                                                                      |
| Lingo                              | 1989             | Pays-Bas               | Motus                                                                   | 1990              | France 2         |                                                                                      |
| Minute to win it                   | 2009             | États-Unis             | 60 secondes chrono (jeu télévisé)                                       | 2012              | M6               |                                                                                      |
| Nada más que la verdad             | 2007             | Colombie               | The Moment of Truth : Le Prix de la Vérité (version américaine doublée) |                   | NRJ 12           | The Moment of Truth (États-Unis), Nothing But the Truth (Royaume-Uni)                |
| Password                           | 1961             | États-Unis             | Mot de passe                                                            | 2009              | France 2         |                                                                                      |
| Pyramid                            | 1973             | États-Unis             | Pyramide                                                                | 1991              | France 2         |                                                                                      |
| Schlag den Raab                    | 2006             | Allemagne              | Qui peut battre... ?                                                    | 2008              | TF1              |                                                                                      |
| Stuck in a game show               | 2010             | Israël                 | Bloqué dans le jeu                                                      |                   | TF1              |                                                                                      |
| The Chair                          | 2002             | Nouvelle-Zélande       | Zone Rouge                                                              | 2003              | TF1              |                                                                                      |
| The Million Pound Drop Live        | 2010             | Royaume-Uni            | Money Drop                                                              | 2011              | TF1              | Million Dollar Money Drop (États-Unis)                                               |
| The Newlywed Game                  | 1966             | États-Unis             | Les Z'amours                                                            | 1995              | France 2         |                                                                                      |
| The Price Is Right                 | 1956             | États-Unis             | Le Juste Prix Le Juste Euro                                             | 1987 2001         | TF1 France 2     | Misez juste (Québec)                                                                 |
| The Wall                           | 2016             | États-Unis             | The Wall : Face au mur                                                  | 2017              | TF1              |                                                                                      |
| Total Wipeout                      | 2008             | États-Unis             | Total Wipeout                                                           | 2009              | M6               | Wipeout (Québec)                                                                     |
| The Cube                           | 2009             | Royaume-Uni            | Le Cube                                                                 | 2013              | France 2         |                                                                                      |
| The Weakest Link                   | 2000             | Royaume-Uni            | Le Maillon faible                                                       | 2001              | TF1              |                                                                                      |
| University Challenge               | 1962             | Royaume-Uni            |                                                                         |                   |                  |                                                                                      |
| Wheel of Fortune                   | 1975             | États-Unis             | La Roue de la fortune                                                   | 1987              | TF1              | La Roue chanceuse (Québec)                                                           |
| Who Wants to Be a Millionaire?     | 1998             | Royaume-Uni            | Qui veut gagner des millions ?                                          | 2000              | TF1              | Qui sera millionnaire ? (Belgique)                                                   |

## Jeux télévisés dans la culture
- En 1978, Jean Yanne faisait dans le film Je te tiens, tu me tiens par la barbichette une critique acerbe des jeux télévisés, annonciatrice de leur évolution à venir.
- Kamoulox
- Sketchs des Inconnus, impostures de Patrick Sébastien.
- Le Prix du danger
- Running man
- Hunger Games